# پایداری لیاپانوف
یک سیستم دینامیکی پایدار لیاپانوف است اگر تمامیِ پاسخ‌های آن با قرار دادن حالت اوّلیه در نزدیکی نقطه تعادل {\displaystyle x_{e}}، برای همیشه حول نقطهٔ تعادل {\displaystyle x_{e}} باقی بماند. در غیراینصورت سیستم دینامیکی، ناپایدار می‌باشد. سیستم پایدار مجانبی است در صورتی که تمامیِ پاسخ‌هایی که در نزدیکیِ نقطه تعادل {\displaystyle x_{e}} آغاز می‌شوند نه تنها در نزدیکی آن باقی بمانند، بلکه با میل کردن زمان به بینهایت، به سمت {\displaystyle x_{e}} همگرا گردند. پایداریِ مجانبی شکل قویتری از پایدای می‌باشد.

قضایای مربوط به پایداری لیاپانوف، شروطی کافی برای پایداریِ سیستم دینامیکی ارائه می‌کند حال آنکه این قضایا بیان کنندهٔ این نکته نیستند که آیا این شروطِ پایداری، لازم نیز هستند یا خیر.